# Charles Brenton Huggins
Dr. Charles Brenton Huggins (22 de septiembre de 1901 - 12 de enero de 1997) fue un médico, fisiólogo e investigador de cáncer estadounidense nacido en Canadá. Investigador de la Universidad de Chicago especializado en cáncer de próstata. Él y Peyton Rous fueron galardonados en 1966 con el Premio Nobel de Fisiología o Medicina por el descubrimiento de las hormonas que podrían ser usadas en el control de algunos cánceres. Este fue el primer descubrimiento que mostraba que el cáncer podría ser controlado por fármacos.

## Biografía
Dr. Huggins nació en Halifax, Nueva Escocia, Canadá. Se graduó de la Acadia University con un BA en 1920. Después se fue a estudiar a Harvard y recibió su título médicos MD en 1924. Murió en Chicago, Illinois.